# دنیس آکیاما
دنیس آکیاما (انگلیسی: Denis Akiyama؛ زادهٔ ۲۲ ژوئن ۱۹۵۲) یک هنرپیشه اهل کانادا است.
از فیلم‌ها یا برنامه‌های تلویزیونی که وی در آن نقش داشته است می‌توان به جانی منومیک، پیکسل‌ها اشاره کرد.